# Forráskód (film)
A Forráskód (eredeti cím: Source Code) 2011-ben bemutatott amerikai sci-fi akció-thrillerfilm. Rendezője Duncan Jones, írója Ben Ripley, a főszerepekben Jake Gyllenhaal, Michelle Monaghan, Vera Farmiga és Jeffrey Wright.
A film világpremierje 2011. március 11-én volt.  A forgalmazó Summit Entertainment április 1-jén mutatta be a filmet Észak-Amerikában és Európában.

## Rövid történet
Egy katona valaki más testében ébred, és rájön, hogy egy kísérleti kormányzati programban 8 percen belül meg kell találnia egy merénylőt, aki egy vonatot fel akar robbantani.

## Cselekménye
Egy öltönyös férfi (Jake Gyllenhaal) egy mozgó vonaton ébred. Vele szemben egy csinos, barna hajú, fiatal nő ül, Christina Warren (Michelle Monaghan), aki láthatóan ismeri őt, a férfi azonban nem ismeri sem a nőt, de még saját magáról sem tudja, hogy kicsoda. A nő Sean Fentress néven ismeri őt. A vonat rövid időre megáll (a fiktív) Gleenbrook vasútállomáson Chicago közelében, ahol több utas is leszáll. Indulás után néhány perc múlva a vonat egy hatalmas detonációban és tűztengerben felrobban, a férfi pedig pár zavaros pillanat múlva egy kis kabinban találja magát, egy ülésbe beszíjazva, fejjel lefelé.  Egy képernyőn Colleen Goodwin százados (Vera Farmiga) memóriateszteket mutat neki a képernyőn, ezek alapján a férfinek eszébe jut, hogy ő Colter Stevens százados, helikopterpilóta, aki utoljára Afganisztánban volt bevetésen. Most össze van zavarodva, az egységét keresi, és eligazítást követel a nőtől.
Fokról fokra megtudjuk, hogy jelenleg is egy küldetésen van, a feladata megtalálni egy bombát, ami egy Chicago felé haladó személyvonaton van elrejtve. A feladat végrehajtására nyolc perc áll a rendelkezésére, ekkor a vonat felrobban, ő pedig visszakerül a kabinba és kis idő múlva újra kezdheti a küldetést.
További kitartó faggatózására elmondják neki (ezúttal egy civil kecskeszakállas férfi, aki mankóval jár), hogy egy szoftver, kvantumfizika, és parabolikus számítások alkalmazásával letapogatták egy vonaton utazó utas memóriáját, ez nyolc percet fog át a robbanás előtt, és ezt betöltötték Stevens agyába, aki valóságosnak éli meg a helyszínt és az összes történést. A vonaton ülők számára ő Sean Fentress (a mosdóban látta a tükörben az idegent, akinek a testét a vonaton viseli). Stevens feladata, hogy kihasználva a rendelkezésére álló időt, megtalálja a bombát és lehetőleg azt a személyt is, aki a robbantásért felelős és ezt az információt adja át Goodwin századosnak.
Egyfajta időhurokról van szó, de közlik vele, hogy ez nem időutazás, ő egy alternatív világot észlel.
Stevens igyekszik visszaemlékezni arra, hogyan került ő ebbe a programba, amikor közlik vele, hogy sok önkéntes közül választották ki. Ő halványan emlékszik az utolsó bevetésre Afganisztánban, ahol az általa vezetett helikopter erős ellenséges tűz alatt állt.
Amikor kezdi feladni a túl nehéznek bizonyuló küldetést, elmondják neki, hogy a vonatrobbantás csak az első akció volt, ezután Chicago belvárosában egy piszkos atombomba fog felrobbanni, kétmillió embert megölve.
Goodwin, és a Forráskód alkotója (a kecskeszakállas férfi), Dr. Rutledge (Jeffrey Wright), elmondják neki, hogy nem szimulációról van szó, hanem alternatív világok múltjába való látogatásokról. A múltat nem tudja megváltoztatni, és az egyes utasok életét sem tudja megmenteni. Ezzel szemben információkat kell szereznie, aminek segítségével meg tudják változtatni a valódi világban a jövőt.
Amikor a magyarázatok után sem érti a dolog működését, Goodwin biztosítja Stevenst arról, hogy „minden rendben lesz”.
Stevens többször belép a Forráskód rendszerébe, és minden alkalommal kicsit másként próbálkozik, ennek következtében információkat szerez a bomba lehetséges helyéről, az utasok mozgásáról, csomagjaik tartalmáról (az utasok számára Stevens minden megjelenése újnak számít). A bomba keresése közben arra is van ideje, hogy jobban megismerje Christinát, de a bomba minden alkalommal felrobban, ő pedig Fentress testében meghal, s akkor visszakerül a kabinjába.
Bár Rutledge és Goodwin folyamatosan arra ösztönzik, hogy csak a bomba helyére és a terrorista kilétére koncentráljon, lassanként kiderül, hogy magánéletének van egy befejezetlen pontja, apjával összeveszett, és azóta nem tudott beszélni vele. Kölcsönkért mobilokkal próbálja felhívni apját, de nem jár sikerrel.
Az egyik okostelefonnal internetezni is tud, így megtudja, hogy ő, Colter Stevens százados feltehetően két hónappal ezelőtt meghalt egy bevetés során. Amikor szembesíti Goodwint ezzel az információval, a nő kénytelen elárulni neki, hogy egy bevetésben lelőtték, a teste súlyosan megsérült, és agyának is csak egy része használható. A Forráskód segítségével azonban képes feladatokat végrehajtani. Sok más katona közül egyedül őt választották ki, mert ő volt a legalkalmasabb. Stevens ekkor azt kéri Rutledge-től és Goodwintól, hogy hagyják őt is meghalni. Ők erre ígéretet tesznek, de azzal a feltétellel, hogy a küldetést sikeresen teljesíti.
Stevens felfedezi, hogy a bomba a mosdó fölötti térben van, és mobiltelefonhoz van csatlakoztatva. Többszöri próbálkozás után egy gyanúsan viselkedő fehér fiatalemberhez jut el, Derek Frosthoz (Michael Arden), aki leszáll az egyik megállónál, de tárcáját a vonaton hagyja, ezzel azt a látszatot keltve, hogy ő is meghalt a szerencsétlenségben. Stevens információival el tudják fogni a férfit a fehér teherautójával (és benne a bombával) együtt, és a Chicagót romba döntő atombomba nem robban fel.
A küldetés sikeres befejeztével Rutledge és kollégái ünnepelnek, és ígéretével ellentétben Rutledge arra utasítja Goodwint, hogy törölje Stevens memóriáját. Ezzel Stevens elfelejtené az addig történteket, és újabb feladatok végrehajtására válna alkalmassá. Stevens eközben meggyőzi Goodwint, hogy még egy utolsó alkalommal küldje őt vissza, hogy megmenthesse a vonatot, és utána kapcsolja ki az őt életben tartó berendezést. Goodwin ingadozik, végül belátja, hogy a férfinak jár ez a lehetőség és utána a megérdemelt halál. Stevens a vonatból az apját hívja, és fia barátjának adva ki magát elmondja neki, amit ő maga mondani akart. Bár apja nem ismeri fel a fiát (hiszen a hangja más), mindketten úgy fejezik be a beszélgetést, hogy rendeződött a kapcsolatuk. Stevens ekkor még egy hosszú SMS-t küld el.
Stevens a korábbi „utazások” során szerzett információmorzsák összerakásával megtalálja a vonaton a bombához csatlakozó második mobilt is, továbbá a mobilról való hívással megtalálja Frostot, és egy kapaszkodóhoz bilincseli, így a vonaton a bomba nem robban fel.
Stevens, aki nagyon tudatában van a szűkre szabott idejének, megcsókolja Christinát. Ebben a pillanatban Goodwin kikapcsolja a Stevenst életben tartó „doboz”-t, és bénítja a külső üvegajtót. Stevens meglepetésére továbbra is a vonaton van, Sean Fentress testében. Egy alternatív jövőben Goodwin SMS-t kap Stevenstől, amelyben elmagyarázza neki, hogy szerinte nem csak alternatív világok ábrázolására alkalmas a Forráskód, hanem ezek létrehozására is.
A történet végén Stevens elfoglalja Fentress helyét a világban, Christinával Chicago egyik nevezetességéhez közelednek, egy csepp alakú, hatalmas, csillogó fémszoborhoz. Goodwintól azt kéri Stevens, segítse Colter Stevens századost azzal, hogy ezt mondja neki: „minden rendben lesz”. Goodwin a történet elején ezekkel a szavakkal nyugtatta meg Stevenst.

## Szereplők
| Szerep                                  | Színész           | Magyar hangja (1. szinkron, 2011) |
| --------------------------------------- | ----------------- | --------------------------------- |
| Colter Stevens százados / Sean Fentress | Jake Gyllenhaal   | Csőre Gábor                       |
| Christina Warren                        | Michelle Monaghan | Németh Borbála                    |
| Colleen Goodwin százados                | Vera Farmiga      | Németh Kriszta                    |
| Dr. Rutledge                            | Jeffrey Wright    | Háda János                        |
| Derek Frost                             | Michael Arden     | Haagen Imre                       |
| Max Denoff                              | Russell Peters    | Péter Richárd                     |
| Stevens apja                            | Scott Bakula      | Bartók László                     |
| Hazmi                                   | Cas Anvar         | Papucsek Vilmos                   |

## A film készítése
David Hahn alakja, aki a fiú volt a 2003-as  The Nuclear Boy Scout című tévés dokumentumfilmben, volt az inspiráció Derek Frost ábrázolásához.
A Hold című film után Gyllenhaal azért lobbizott, hogy Jones rendezze a Forráskódot. Jonesnak tetszett a gyors léptekkel haladó történet; később ezt mondta: „Itt mindenféle kihívás és megfejtendő feladat volt, én pedig szeretek rejtvényeket megoldani, szóval jó szórakozás volt a számomra mindazt megvalósítani, ami a forgatókönyvben volt.”
A forgatás 2010. március 1-jén kezdődött Montréalban (Kanada), és április 29-én fejeződött be. Néhány jelenetet Chicagóban vettek fel, konkrétabban a Millennium Parkban és az Illinois Institute of Technology főépületében.
A befejező jelenetben Jake Gyllenhaal és Michelle Monaghan figurái keresztülsétálnak a parkon, és a  Cloud Gate-hez mennek.

### Forgatás utáni munkák
A vágást Los Angelesben végezték. 2010 júliusában a film abba a fázisba ért, amikor a speciális effektusokat adják hozzá.
Jones akkoriban azt nyilatkozta, hogy a film zenei anyagát Clint Mansell fogja készíteni. Ez volt a második közös munkájuk. Később azonban időhiány miatt Mansell helyett Chris P. Bacon komponálta a zenét.

## Fogadtatás

### Kritikai vélemények
A Forráskódot túlnyomó részben pozitívan fogadták. A filmkritikusok véleményét összegző Rotten Tomatoes 91%-ra értékelte a filmet, 217 vélemény alapján. A Rottentomatoes.com így összegzi a véleményeket: „Duncan Jones rendező megtalálja az emberi történetet ebben az akciódús, sci-fi thrillerben.” A Metacritic 74/100 értékelést adott rá 41 vélemény alapján. A kritikusok a Forráskódot az 1993-as Idétlen időkighez hasonlították, vagy azt mondták rá, hogy az „Idétlen időkig” és a „Gyilkosság az Orient expresszen” keveréke. Az Arizona Republic filmkritikusa, Bill Goodykoontz szerint a Forráskódot az Idétlen időkighez hasonlítani a Forráskód észjátékára nézve hátrányos lenne.
Richard Roeper, a Chicago Sun-Times kritikusa a filmet „zavarba hozó, üdítő és kihívó” jelzőkkel illette, és hozzátette: „a legjobb film, amit eddig 2011-ben láttam.” Roger Ebert filmkritikus 3,5 csillagot adott a filmnek a lehetséges 4-ből: „ez egy találékony thriller, ahol megbocsátod az abszurdot, mert az zavarodottsághoz vezet.” Kenneth Turan a Los Angeles Timestól Ben Ripley forgatókönyvét „okosan felépített”-nek nevezte, a filmről „világosan látszik, hogy Duncan Jones rendezte”, továbbá dicsérte a színészek határozottságát és képességét a történet megvalósításához. A CNN Ripley történetét „zseniális”-nak nevezte, a filmet pedig „olyan hitelesen ábrázolja a széttöredezett történetet, mint Christopher Nolan Mementója”; Gyllenhaal „lenyűgözőbb, mint korábban.” Az IGN 2,5/5 értékelést adott rá: „Gyllenhaal őszinteséget és melegséget visz a szerepébe, de ez csak addig segít a filmnek, ameddig meg nem hajlik a forgatókönyv súlyától.”

### Pénzügyi teljesítmény
A Forráskód 2011. április 1-jén került a mozikba az Egyesült Államokban és Kanadában. A film 5 053 494 dollár bevételt szerzett az első napon. Összességében a nyitóhétvégéjén 14 812 094 dollár bevételt produkált, ezzel a második volt a bevételi listán.

## Érdekesség
A filmben Stevens apját az a Scott Bakula játssza, aki a Quantum Leap – Az időutazó sci-fi filmsorozatban olyan férfit alakított, aki minden epizódban valamilyen személyes feladat miatt mások testében tér magához.